# Jacques Esclassan
Jacques Esclassan (Castres, 3 settembre 1948) è un ex ciclista su strada francese, vincitore della classifica a punti al Tour de France 1977.
Professionista dal 1972 al 1979, vestì per otto stagioni la divisa della Peugeot. Partecipò a sette edizioni del Tour de France, vincendo cinque tappe, e a quattro campionati del mondo.

## Palmarès
- 1972

Parigi-Troyes
- 1973

2ª tappa, 1ª semitappa Paris-Nice
9ª tappa, 2ª semitappa Vuelta a España
1ª tappa Tour de l'Oise
- 1974

4ª tappa Étoile de Bessèges
Classifica generale Étoile de Bessèges
1ª tappa Tour d'Indre-et-Loire
- 1975

Ronde d'Aix-en-Provence
4ª tappa Paris-Nice
Critérium National
4ª tappa Tour de France (Versailles > Le Mans)
2ª tappa Tour du Limousin
- 1976

1ª tappa Tour de Corse
1ª tappa Paris-Nice
1ª tappa Tour d'Indre-et-Loire
2ª tappa, 1ª semitappa Tour d'Indre-et-Loire
3ª tappa Grand Prix du Midi Libre
4ª tappa, 1ª semitappa Grand Prix du Midi Libre
8ª tappa Tour de France (Valentigney > Divonne-les-Bains)
Ronde de Seignelay
- 1977

1ª tappa, 1ª semitappa Tour du Tarn
Classifica generale Tour du Tarn
5ª tappa, 1ª semitappa Tour de France (Morcenx > Bordeaux)
- 1978

Grand Prix de Peymeinade
3ª tappa Paris-Nice
7ª tappa, 1ª semitappa Paris-Nice
2ª tappa Tour du Tarn
3ª tappa Tour du Tarn
2ª tappa, 2ª semitappa Tour de l'Oise
2ª tappa, 2ª semitappa Critérium du Dauphiné Libéré
2ª tappa Grand Prix du Midi Libre
2ª tappa Tour de France (Bruxelles > Saint-Amand-les-Eaux)
12ª tappa, 2ª semitappa Tour de France (Valence-d'Agen > Tolosa)
- 1979

Grand Prix d'Antibes
Grand Prix de Monaco
2ª tappa Tour de Corse
1ª tappa Critérium National
1ª tappa Tour de l'Oise

### Altri successi
- 1977

Classifica a punti Tour de France

## Piazzamenti

### Grandi giri
- Tour de France

1973: 68º
1974: 75º
1975: ritirato (9ª tappa, 1ª semitappa)
1976: 80º
1977: 28º
1978: 61º
1979: ritirato (16ª tappa)
- Vuelta a España

1973: 28º

### Classiche
- Milano-Sanremo

1973: 26º
1975: 15º
1976: 15º
1978: 8º
- Giro delle Fiandre

1978: 27º

### Competizioni mondiali
- Campionati del mondo

Montréal 1974 - In linea: ritirato
Yvoir 1975 - In linea: ritirato
San Cristóbal 1977 - In linea: 7º
Nürburgring 1978 - In linea: ritirato